# Oxalis arenaria
Oxalis arenaria là một loài thực vật có hoa trong họ Chua me đất. Loài này được Bertero mô tả khoa học đầu tiên năm 1829.